# Tradition
Tradition is een hopvariëteit, gebruikt voor het brouwen van bier.
Deze hopvariëteit is een “aromahop”, bij het bierbrouwen voornamelijk gebruikt vanwege zijn aromatische eigenschappen. Deze Duitse soort is een dichte afstammeling van Hallertau Mittelfrüh, gekweekt voor zijn ziekteresistentie in het Hopfenforschungszentrum Hüll te Wolnzach, Beieren.

## Kenmerken
- Alfazuur: 4 – 7%
- Bètazuur: 4 – 5%
- Eigenschappen: fijn zoet aroma en matige bitterheid